# Isabelle de Beauchamp
Isabelle de Beauchamp (vers 1263 – avant le 30 mai 1306) est une femme de la noblesse anglaise.

## Biographie
Née aux alentours de 1263, Isabelle de Beauchamp est la fille aînée de Guillaume de Beauchamp, 9e comte de Warwick, et de Maud FitzJohn. Elle a un frère cadet, Guy, qui héritera ultérieurement des titres et possessions paternels. Isabelle épouse aux alentours de 1281 le seigneur Patrick II de Chaworth, qui possède notamment l'important château de Kidwelly au pays de Galles. Leur mariage ne dure guère longtemps, puisque Patrick meurt prématurément, peu avant le 7 juillet 1283. Désormais veuve, Isabelle entre en possession de quatre manoirs dans le Wiltshire et de deux dans le Berkshire, qui lui sont remis jusqu'à ce que son douaire soit formellement établi. Elle conserve en outre les domaines de Chedworth dans le Gloucestershire et de Hartley Mauditt dans le Hampshire, qui lui avaient été offerts conjointement avec son époux par son père Guillaume de Beauchamp.
Peu après le 10 septembre 1285, Isabelle de Beauchamp épouse en secondes noces Hugues le Despenser. Le mariage ayant eu lieu sans l'approbation du roi Édouard Ier d'Angleterre, le couple est condamné en 1286 à payer une amende de 2 000 marcs. Édouard Ier leur accorde finalement son pardon le 8 novembre 1287, après qu'ils ont payé la moitié de la somme exigée. Isabelle donne plusieurs enfants à son nouvel époux, qui est élevé au rang de baron le 24 juin 1295. Elle meurt peu avant le 30 mai 1306, quelques jours après le mariage de son fils aîné Hugues avec Éléonore de Clare. Étant décédée bien avant que son époux ne devienne le favori du roi Édouard II, Isabelle de Beauchamp n'a jamais été titrée comtesse de Winchester. Elle est mentionnée dans une plainte adressée le 15 février 1327 par William de Odyham, un gardien des forêts d'Odiham, dans le Hampshire.

## Descendance
De son premier mariage avec Patrick II de Chaworth, Isabelle de Beauchamp a un enfant : 
- Maud Chaworth (2 février 1282 – avant le 3 décembre 1322), épouse Henri de Lancastre, 1er baron Lancastre[3].

De son second mariage avec Hugues le Despenser, elle a six enfants : 
- Aline le Despenser (vers 1287 – avant le 24 mai 1353), épouse Édouard Burnell, 1er baron Burnell ;
- Hugues le Despenser (vers 1288 – 24 novembre 1326), épouse Éléonore de Clare ;
- Isabelle le Despenser (vers 1290 – 4 ou 5 décembre 1334), épouse d'abord Gilbert de Clare, seigneur de Thomond, puis John Hastings, 1er baron Hastings, et enfin Raoul de Monthermer, 1er baron Monthermer[4] ;
- Philip le Despenser (vers 1292 – 24 septembre 1313), épouse Margaret Goushill ;
- Margaret le Despenser (vers 1296 – ?), épouse John St Amand, 1er baron St Amand ;
- Élisabeth le Despenser (vers 1300 – ?), épouse Ralph de Camoys, 1er baron Camoys.